# Dryopteris euxinensis
Dryopteris euxinensis är en träjonväxtart som beskrevs av Fraser-jenkins och Corley. Dryopteris euxinensis ingår i släktet Dryopteris och familjen Dryopteridaceae. Inga underarter finns listade.